# Stilleben (film)
Stilleben är en svensk dramafilm från 1985 med manus och regi av Marie-Louise Ekman.

## Handling
Filmen inleds med att en ung man gömmer sig i ett buskage. Hans kläder och frisyr indikerar att det är 1700-tal. Den unge mannen river ut en sida ur en bok och lindar ett snöre runt den. Han närmar sig en flicka och överräcker boksidan till henne. Därefter kommer flickans barnskötare och förhindrar ytterligare kontakt dem emellan.

## Om filmen
Stilleben var Ekmans (då De Geer Bergenstråhle) tredje långfilmsregi efter Barnförbjudet 1979 och Moderna människor 1983. Filmen producerades av Hinden/Länna-Ateljéerna och filmades av Christer Strandell i Lännaateljéerna 1984. Den premiärvisades den 20 december 1985 på biograf Grand i Stockholm. Vid Göteborgspremiären 1986 visades Ekmans kortfilm Sagan om den lilla flickan och den stora kärleken som förfilm.

## Mottagande
Filmen mottogs övervägande positivt där recensenterna framhöll regissörens unika begåvning i svensk film. Några anmälare kritiserade vissa tekniska brister, som exempelvis ljudet, där miljöljud ansågs överskölja dialogen. Filmen uppfattades också som svårförståelig.